# Cooperative Wholesale Society
Cooperative Wholesale Society war ein britischer Hersteller von Automobilen.

## Unternehmensgeschichte
Das Unternehmen aus Manchester übernahm 1919 Bell Brothers aus Ravensthorpe. Die Produktion derer Kraftfahrzeugmodelle wurde fortgesetzt. Der Markenname lautete Bell für Personenkraftwagen und CWS-Bell für Nutzfahrzeuge. 1922 stand ein Kleinwagen als CWS im Angebot. Das Unternehmen existierte bis mindestens 1937.

## Fahrzeuge
Das einzige Modell war ein Dreirad. Ein V2-Motor von J.A.P. mit 8 PS Leistung trieb über eine Kette das einzelne Hinterrad an. Das Dreiganggetriebe kam von Juckes. Der Neupreis lag mit 150 Pfund sehr hoch.